# Карло Маттоньйо
Карло Маттоньйо (нар. 1951, Орв'єто, Італія) — італійський ревізіоніст Голокосту. Юрген Граф вважає його найбільшим ревізіоністським автором сучасності, який займається як історичними, так і технічними аспектами голокосту (зокрема, питаннями про пропускну здатність крематоріїв Освенціма).
Автор численних книг і монографій , багато з яких були опубліковані в журналі Journal of Historical Review .
У 1985 році Маттоньйо опублікував книгу «Доповідь Герштейна — анатомія шахрайства»  і в 1988 році книги «Міф про винищення євреїв» 
Постійно друкується у французькомовному журналі «Annales d'Histoire révisionniste» і є членом консультативної ради Інституту перегляду історії, закладу, який сприяє теорії заперечення Голокосту.
Маттоньйо виступив на захист єпископа Річарда Вільямсона, який вважає. Голокост вигадкою євреїв і західних союзників Ізраїлю та заперечує існування газових камер..

## Вивчення крематоріївАушвіц-Біркенау
В особливому архіві в Москві знаходиться до 90 тис. сторінок документів будівельного управління, тобто тієї організації, яка займалася будівництвом крематоріїв, а також, як заявляють експерти, газових камер,  розташованих у крематоріях Освенціму. Під час тривалих поїздок до Москви в 1995 році Карло Маттоньйо вивчив всі 90 тис. сторінок цих документів. Одна частина з них, 20 тис. сторінок, складається з виготовлених німцями копій інших документів, а 70 тисяч — справжні документи. І ні в жодному з них він не знайшов жодного доказу вбивств за допомогою газу.
Карло Маттоньйо ліквідував останню прогалину в науково-технічному дослідженні голокосту. Працюючи разом з Франке Деано та іншими інженерами, він провів фундаментальне вивчення крематоріїв Освенціма.
Короткий виклад отриманих результатів на німецькою мовою з'явився в 1996 році.
Маттоньйо досліджував такі фактори:
- Реальну максимальну продуктивність крематоріїв, з урахуванням того, що був потрібний їх технічний ремонт і вони не могли функціонувати всі одночасно і безперервно;
- Поставки коксу в крематорії, які майже повністю документовані, і витрати коксу на спалення одного трупа;
- Вогнетривке облицювання печей зсередини, яка жодного разу не оновлювалася, тоді як її вистачає максимум на 3 тис. кремацій на один муфель;
- Неможливість спалення трупів у ямах.

Карло Маттоньйо виконав складні розрахунки і довів, що в печах концтабору Аушвіц-Біркенау ніяк не можна було кремувати 1,1 мільйона тіл і прийшов до висновку, що крематорії не могли спалити більше, ніж 162 тис. трупів, з них отруєних газом — нуль. Епідемії, в першу чергу висипний тиф, були головною причиною такої жахливо високої смертності. Якщо врахувати, що реальне число жертв Освенціму 170 тис. і при цьому деяку частину трупів при особливо гострих спалахах тифу спалювали на відкритому повітрі (не в ямах), то результати розрахунків та досліджень Маттоньйо завершують картину.
Карло Маттоньйо пише з приводу крематоріїв Освенціму: «Очевидці» хочуть нас переконати, що крематорії Аушвіц-Біркенау були незалежні від законів природи, були диявольськими спорудами і не підпорядковувалися відомим законам хімії, фізики та теплотехніки. Історики вирішили сліпо вірити свідкам і були жорстоко обмануті".
Юрген Граф вважає, що проти досліджень Маттоньйо нема чого заперечити, тому антиревізіоністська література про них мовчить.

## Дослідження концтаборів Собібор та Белжець
У 2004 році Маттоньйо написав книгу про табір Белжець. Карло Маттоньйо також підрахував, що спалення уявних трупів у Белжеці зажадали б «астрономічно» великої кількість дров — 96 000 тонн. У червні 2009 року Карло Маттоньйо разом з Юргеном Графом і шведським вченим Томасом Кюесом, який до цього серйозно займався дослідженнями Собібору і опублікував багато статей з цього питання, написали книгу «Собібор. Міф і реальність», в який вони розглянули порушення законів, вчинені німецькою, а раніше американською юстицією при переслідуванні Івана Дем'янюка. Основна частина цієї книги присвячена питанню існуючої доказової бази уявних масових вбивств євреїв у Собіборі. Згідно з офіційною історіографією, Собібор поряд з Белжецем і Треблінкою був одним із трьох «таборів знищення» у східній Польщі, де, як стверджується, вихлопними газами двигунів було вбито не менше півтора мільйонів євреїв.

## Дослідження Майданека
Карло Маттоньйо втановив, що жертвами Майданека стали 42200 чоловік.

### Перший період (1985—1995)
- Il rapporto Gerstein: Anatomia di un falso.
- La Risiera di San Sabba: Un falso grossolano[13].
- Il mito dello sterminio ebraico. Introduzione storico-bibliografica alla storiografia revisionista[14].
- Auschwitz: un caso di plagio.
- Auschwitz: due false testimonianze.
- Wellers e i «gasati» di Auschwitz.
- Auschwitz: le «confessioni» di Höss.
- «Medico ad Auschwitz»: Anatomia di un falso.
- Come si falsifica la storia: Saul Friedländer e il «rapporto» Gerstein.
- La Soluzione finale. Problemi e polemiche.
- Intervista sull'Olocausto.

### Другий період (після 1995)
- Auschwitz: la prima gasazione[15].
- Auschwitz: Fine di una leggenda (англ. Auschwitz: The End of a Legend. A Critique of  J.C.Pressac та англ. Auschwitz: The End of a Legend in Germar Rudolf, Auschwitz: Plain Facts. A Response to Jean-Claude Pressac; traduzione tedesca: Auschwitz: Das Ende einer Legende in Auschwitz: Nackte Fakten. Eine Erwiderung an Jean-Claude Pressac).
- La «Zentralbauleitung der Waffen-SS und Polizei Auschwitz»[16].
- «Sonderbehandlung» ad Auschwitz. Genesi e significato (traduzione tedesca: Sonderbehandlung in Auschwitz. Entstehung und Bedeutung eines Begriffes[17].
- The Bunkers of Auschwitz. Black Propaganda versus History[18]
- Auschwitz: Crematorium I and the Alleged Homicidal Gassing[19].
- Auschwitz: Open Air Incinerations[20].
- Auschwitz: 27 gennaio 1945 — 27 gennaio 2005: sessant'anni di propaganda.
- Bełżec nella propaganda, nelle testimonianze, nelle indagini archeologiche e nella storia[21], nella quale si nega che a Bełżec ci fosse un campo di sterminio.
- Genesi e funzioni del campo di Birkenau[22],[23].
- Juergen Graf und Carlo Mattogno, KL Majdanek. Eine historische und technische Studie, Castle Hill Publisher, Hastings 1998. Englische Fassung: Concentration Camp Majdanek. A Historical and Technical Study, Theses & Dissertation Press, Chicago 2003.
- Auschwitz: The End of a Legend [Архівовано 23 жовтня 2010 у Wayback Machine.]
- Belzec in Propaganda, Testimonies, Archeological Research, and History
- Special Treatment in Auschwitz
- The Bunkers of Auschwitz. Black Propaganda versus History
- The Central Construction Office in Auschwitz
- Auschwitz: Open Air Incinerations
- Auschwitz: The First Gassing. Rumor and Reality
- Auschwitz: Crematorium I and the Alleged Homicidal Gassings
- Healthcare in Auschwitz
- The Crematory Ovens of Auschwitz

Спільно з Юргеном Графом
- KL Majdanek. Eine historische und technische Studie (англ. Concentration Camp Majdanek. A Historical and Technical Study)[24]
- KL Stutthof. Il campo di concentramento di Stutthof e la sua funzione nella politica ebraica nationalsocialista (німецьке видання: Das Konzentrationslager Stutthof und seine Funktion in der nationalsozialistischen Judenpolitik; американське видання: Concentration Camp Stutthof and its Function in National Socialist Jewish Policy)[25].
- Treblinka. Vernichtungslager oder Durchgangslager? (edizione americana: Treblinka. Extermination Camp or Transit Camp?)[26].